# 1240 Centenaria
Centenaria (asteroide 1240) é um asteroide da cintura principal com um diâmetro de 58,85 quilómetros, a 2,3806029 UA. Possui uma excentricidade de 0,1709896 e um período orbital de 1 777,38 dias (4,87 anos).
Centenaria tem uma velocidade orbital média de 17,57637253 km/s e uma inclinação de 10,14612º.
Esse asteroide foi descoberto em 5 de Fevereiro de 1932 por Richard Schorr.